# Le Miracle des violettes (Roman)
Le Miracle des violettes (Das Geheimnis der Veilchen) ist ein Roman in französischer Sprache der schweizerischen Schriftstellerin Élisabeth Burnod. Er entstand zwischen 1944 und 1946 in Frankreich, wurde 1946 im Verlag Jeheber (Genf/Paris) veröffentlicht und ist der erste von acht Romanen, mit denen die Autorin in den 1960er Jahren zu den Grandes Dames der französischsprachigen Schriftstellerinnen aufstieg.

## Inhalt
Während der deutschen Besatzung leben 1940/44 in Paris fünf Künstler in einem Haus. Darin verfügen die Gedichte schreibende 26-jährige Erzählerin Annie Duval, die 40-jährige Pianistin Adoni, der 30-jährige Maler Martin, der Maler Sévère und der 28-jährige Kunstkritiker Pascal über ein eigenes Appartement, nur die Küche wird gemeinsam benutzt. Das Verhältnis untereinander ist konfliktfrei; das wenige Geld, das die Künstler verdienen, dient zum gemeinsamen Lebensunterhalt sowie einer Packung Zigaretten und einem Glas Armagnac täglich für jeden.

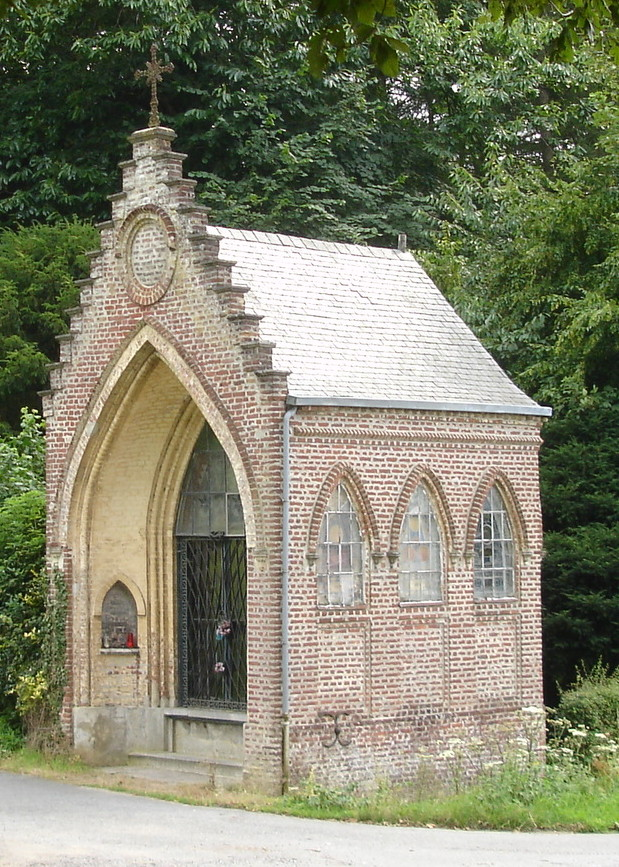
Kapelle Notre-Dame des Grâces in Cassel

Annie hatte sich nach wenigen Jahren von ihrem Mann getrennt, der „nicht brutal, sondern ein Idiot“ gewesen sei. Nun ist sie Sekretärin, kündigt diese Stelle aber sofort, als ihr Adoni empfiehlt, Sekretärin beim Schriftsteller Stephen zu werden, der durch seinen Roman Une profession un peu de foi (Ein wenig glaubwürdiger Beruf) bekannt geworden war. Annie verliebt sich in den 40-jährigen Schriftsteller, dem sie in das winterliche Nordfrankreich folgt, wo er neue Inspirationen für einen weiteren Roman zu finden hofft. In Saint-Omer wird sie seine Geliebte und verfällt ihm völlig. Stephen lässt sie mehrfach im Schnee nach Veilchen suchen, die er zuvor von einer Gärtnerin in Cassel in einem nahegelegenen Hohlweg hat ausstreuen lassen. Annie meint zunächst, im Auffinden der Veilchen ein Wunder zu sehen, doch wird Stephen, der nie zu schlafen scheint, für sie zunehmend zu einer erdrückenden Bedrohung. Nach vier Monaten verlässt sie ihn und kehrt nach Paris zurück.
Dort erhält sie wenig später einen langen Brief von Stephen, der ihr erklärt, dass die Art ihrer wechselseitigen Liebe sehr verschieden sei. Annies Liebe sei eine normale, im Kern sexuell begründete Zuneigung, die bald vergehen werde. Er selbst aber werde sich immer an sie erinnern, da sie ihm als Inbegriff der Unschuld erscheine, die – wenn von ihr vielleicht auch nur gespielt – an Wunder glaube. Es sei aber richtig gewesen, dass sie ihn verlassen habe, und sie solle ihn auch nie wieder sehen. Andernfalls würde sie seine schlechten Seiten erkennen.
Annie ist zwischen ihrer noch andauernden Liebe zu Stephen und dem Liebeswerben Martins hin- und hergerissen. Sie kann kaum noch klare Gedanken fassen und gibt sich mehr und mehr einem ruinösen Nachtleben hin. Diese hoffnungslos scheinende Situation wird noch verstärkt, als sie von Stephen, den sie in einer Bar mit Prostituierten findet, fortgeschickt wird und sich von der lesbischen Adoni belehren lassen muss, dass ein kurzfristiges, emotionales Aufbegehren gegen gesellschaftliche Normen sinnlos ist.

## Autobiografischer Hintergrund
In einem Interview betonte die Autorin Elisabeth Burnod 1976, dass alle ihre Romane einen autobiografischen Bezug aufweisen. Im vorliegenden Fall sind Elemente ihres Lebenswegs in den Jahren 1943/44 deutlich erkennbar. Ab Anfang 1944 war sie als 27-Jährige in Nordfrankreich etwa ein halbes Jahr lang Mitarbeiterin und schließlich Geliebte eines deutschen Geheimagenten mit dem Decknamen Alfred Lambert, der angeblich britischer Geheimagent, tatsächlich aber Mitglied der Abwehrstelle Arras war. Zuständig für die Gegenspionage im Umfeld der V-Waffen, brachte er Elisabeth Burnod mehrfach mit dem Auto nach Saint-Omer, wo sie für ihn Netze der Résistance aufzuspüren hatte. Zahlreiche der im Roman beschriebenen Eigenschaften Stephens sowie Straßen- und Ortsnamen weisen auf die Identität der Romanfigur Stephen mit dem deutschen Geheimagenten Lambert hin.

## Interpretation
Während Burnod in ihrem 1943 verfassten Roman Florentine das Aufbegehren eines 12-jährigen Mädchens gegen die strenge bürgerliche Erziehung beschrieb, setzt sie sich nun mit dem Scheitern einer jungen Frau auseinander. Annie hatte – wie Burnod selbst mit kaum 20 Jahren – in jugendlichem Überschwang geheiratet, doch war die Beziehung zu ihrem Mann sehr schnell substanzlos geworden. Die vermeintliche Freiheit des Lebens in einer Künstlergemeinschaft führt zu keinem Halt, und in ihrer intensive Liebe zu einem älteren, intelligenten und charmanten Mann findet sie sich nach kurzer Zeit als völlig Unterlegene und Ausgenutzte wieder. Ihre Weigerung, dem Liebeswerben Martins nachzugeben, ist Ausdruck ihrer Abneigung gegen eine erneute Verbindung mit einem ungeliebten Mann, ihr verbaler Einsatz für die Freiheit homoerotischer Beziehungen ein letzter, von todankündigendem Bluthusten begleiteter Ruf nach Freiheit.

## Ausgaben
- Erstausgabe: Elisabeth Burnod: Le Miracle des violettes. Jeheber, Genève, Paris 1946. 229 S., imprimé du Journal de Genève.